# Camino de los Puentes Colgantes

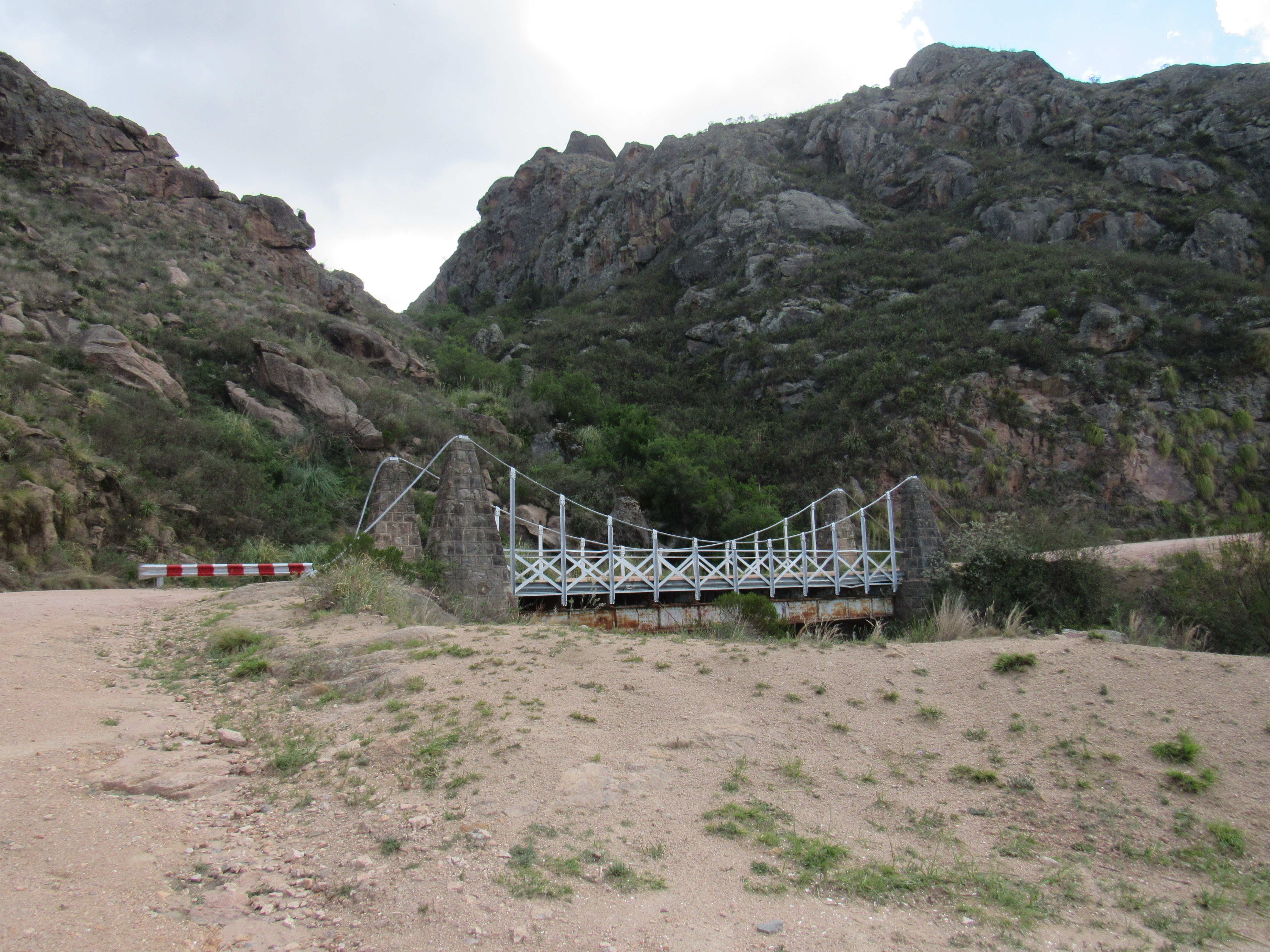
Primer puente, el más cercano a Copina. Se puede apreciar claramente que el puente no es de tipo colgante.

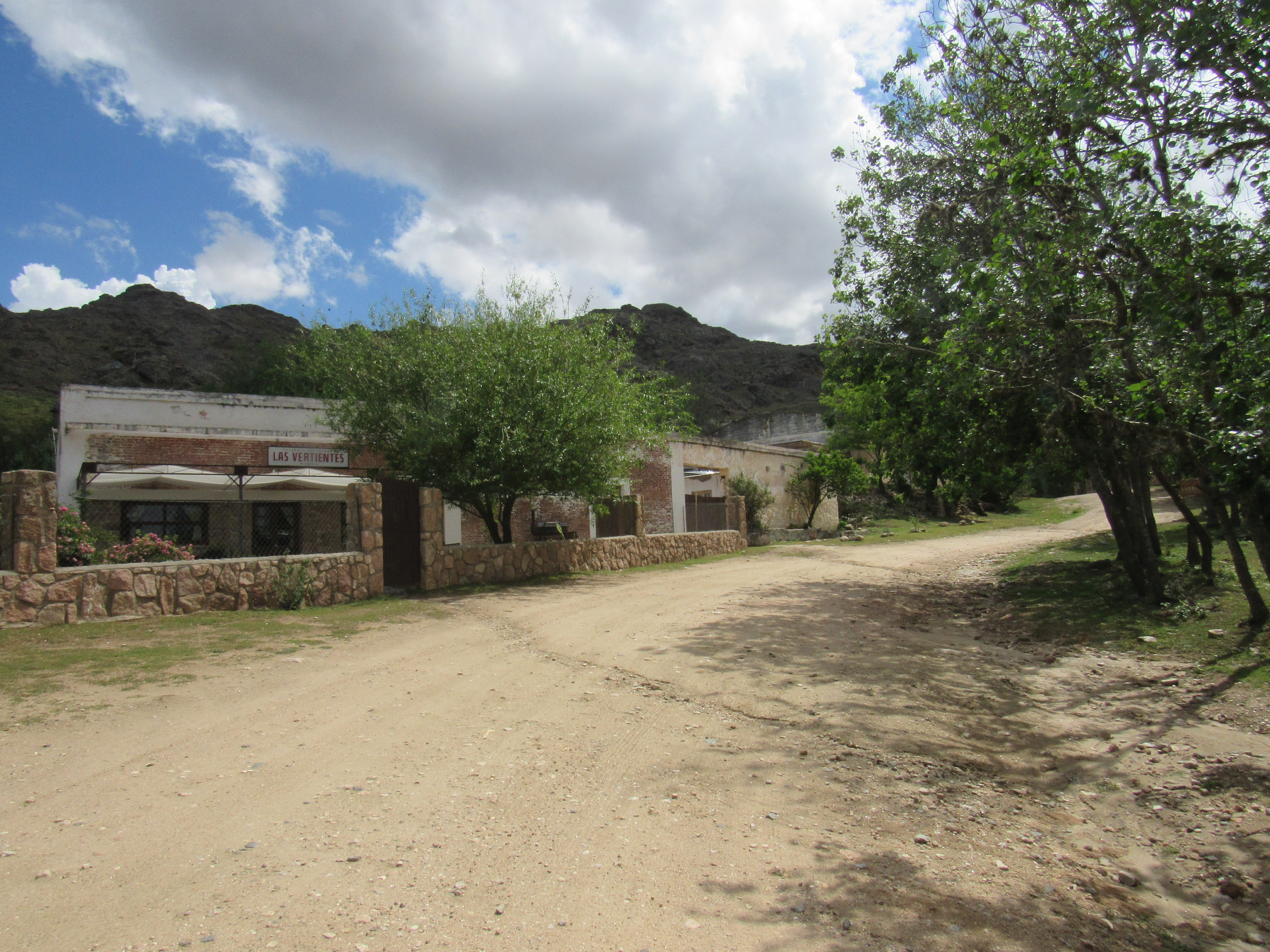
Camino de los Puentes Colgantes atravesando Copina

Se denomina Camino de los Puentes Colgantes, a un tramo de apenas 15 km aproximadamente que se encuentra entre el paraje Copina y el parador El Cóndor (nombre que tomara del histórico hotel), sobre la  RP 14  que une la ciudad de Mina Clavero, en el Valle de Traslasierra con la ciudad de Villa Carlos Paz, en el Valle de Punilla, en la provincia de Córdoba, Argentina.
Su nombre deriva de la existencia de cinco puentes colgantes, que fue necesario construir, en menos de 4 kilómetros de su extensión, para salvar el cruce de vertientes y pequeños arroyos de montaña, que durante las lluvias, incrementaban su caudal en forma importante, impidiendo el paso de los vehículos.

La estructura de estos puentes está constituida por tirantes de quebracho colorado similares a los durmientes de ferrocarril, sólidamente abulonados, en forma transversal a la dirección de avance, a sendas vigas de hierro de 'perfil tipo H', cuyos extremos descansan sólidamente en la roca madre de la montaña. La denominación de 'colgante' proviene de la imagen que muestran los puentes, ya que se construyeron dos columnas en ambos extremos de los mismos, con piedra del lugar. De estas columnas penden sendos cables de acero de generosas dimensiones, a modo de 'barandas laterales' al puente, y de los que penden similares elementos de menor dimensión uniendo los cables con la base del puente, para darle mayor seguridad al paso sobre él, lo que, a la distancia, le otorga la apariencia de un puente colgante, pero que no cumplen otra función que la indicada. Basándose en esta explicación, se puede afirmar entonces que, técnicamente, no son puentes colgantes, y que los puentes son 6, ya que existe uno más (ubicado entre el segundo y tercero) que no posee ese tipo de estructura lateral por ser muy corto, por lo que, por este motivo, pasa desapercibido. Sin embargo, la apariencia de puente colgante es muy intensa y visualmente no atenta contra la imagen agreste del entorno. Las profundas hondonadas, el camino serpenteante, la exuberante vegetación y la presencia de numerosas vertientes de las que fluye agua fresca que humedece todo su entorno, le otorga a este pequeño tramo del camino, un gran atractivo turístico tanto para caminantes como ciclistas.

## Historia
La particular geografía de la provincia de Córdoba, con el imponente cordón montañoso de las Sierras Grandes, actuando como barrera divisoria de su territorio, dificultó durante muchos años las comunicaciones entre las poblaciones ubicadas a ambos lados de la cadena montañosa.
La historia de este camino, está tan hermanada con la construcción del camino de las altas cumbres, y el desarrollo del Valle de San Javier, que no se puede hablar de uno, sin citar la historia de los otros dos.
El gran impulsor del desarrollo del Valle de San Javier fue José Gabriel del Rosario Brochero, un sacerdote dominico que a mediados del siglo XIX, fue asignado a ejercer su curato en aquella lejana y desolada región.

Llegar a esas regiones, fue una hazaña en sí misma, ya que debió cruzar el cordón montañoso más alto de la provincia, con un desconocimiento total del terreno, basando su avance en la información que obtenía de baqueanos y su propio instinto, sumado a las inclemencias del tiempo que en esas alturas era muy riguroso.

Con el paso de los años, y la mala calidad de vida que había por aquellos lejanos parajes, fueron el causante de que insistiera con vehemencia, ante el ¨Presidente Miguel Juárez Celman (quien fuera compañero de estudios en la Universidad), para lograr la construcción de caminos, escuelas, ferrocarriles, etc., que brindaran mejores condiciones de vida a los habitantes de esa olvidada región del oeste cordobés, y no verse obligados a tener que emigrar a otras regiones.
 
En el año 1914 se completaron los estudios y los primeros proyectos para construir un camino por las Sierras Grandes, que permitiera el paso de automóviles, tomando como base, la huella de una senda pública de herradura que era utilizada por caminantes, jinetes a lomo de caballo y de mula, y animales que hubiera por la zona.
Así, se estableció que el camino tendría un ancho de cinco o seis metros, contaría con pircas de defensa para evitar los cortes por corrientes de agua, drenajes, vados, alcantarillas, puentes (colgantes y apoyantes) y dos pequeños refugios (que actualmente se mantienen en pié), que pudieran ser utilizados por quienes utilicen el camino y sean sorprendidos por alguna eventualidad.
El 3 de enero de 1915 se dio por iniciada la obra en un acto realizado en la casa de Don Carlos Nicandro Paz. Presidió la ceremonia el entonces Gobernador de Córdoba Ramón J. Cárcano, quien expresó en uno de los párrafos de su discurso: 

El camino de las Cumbres es también el camino de lo bello. Arranca del borde del lago, diamante líquido contenido entre colinas verdes; atraviesa valles de cultivo, florestas primitivas, quebradas oscuras, puentes colgantes sobre torrentes bravíos, cimas doradas por el sol y donde descansan las nubes, cadenas dentadas inmóviles y silenciosas; corre, sube, baja. Gira, vuelve, avanza, se oculta, aparece, continúa y llega.

## Construcción
La obra de unos 100 km se licitó en seis tramos, algunos de realización simultánea, que fueron adjudicados a Dámaso García, Agustín Maury, Pedro Ortiz y Osvaldo Payer, siendo responsabilidad de José B. Barros la ejecución de los 120 metros de Puentes.
El proyecto también previó la construcción de una casilla de mampostería de piedra al pie de Copina, para alojamiento de los troperos en caso de mal tiempo, y un corral.
Además se colocaron dos monolitos de piedra, uno en Copina y otro en la Pampa de Achala con las siguientes inscripciones:
- COPINA / ALTURA SOBRE EL MAR 1.448 m / CORDOBA 73 km (sic) / MINA CLAVERO 60 km / 1915.
- CAMINO DE LAS ALTAS CUMBRES / 1915 / PAMPA DE ACHALA / 2200 m (sic) SOBRE EL MAR.

Como concluía su período de gobierno y tenía que entregar el mando a su sucesor, el Dr. Ramón J. Cárcano inauguró las cuatro etapas realizadas, en el paraje denominado Las Ensenadas, en plena Pampa de Achala, el 2 de marzo de 1916. Una caravana de sesenta automóviles encabezada por Cárcano se encaminaron hacia el lugar, mientras que desde el Valle de Traslasierra concurrieron numerosas personas en mulas y caballos, porque no se había realizado todavía ese tramo del camino.
En dicho acto el Fray José María Liqueno expresaba en un párrafo de su discurso:

El camino se abre espléndido, avasallador y triunfante. Viene a responder la misión que se le destina: de ser medio de perfección y de cultura, instrumento para extender el reino de la verdad y de la fraternidad entre las almas, vínculo para estrechar los miembros dispersos de la gran familia cordobesa en una sola comunidad de ideas y sentimientos, para ser, en fin, portador de la espléndida civilización que nos sonríe.

Tras la dura batalla de los obreros, piedra por piedra, la obra fue finalizada en 1918 y se inauguró oficialmente el 22 de octubre de dicho año, en un acto realizado en la Ciudad de Villa Dolores que fue presidido por el gobernador Julio C. Borda.
La construcción del camino en esa época fue toda una proeza. Los hombres debieron vencer la montaña con herramientas de mano y explosivos, pero el esfuerzo dio sus frutos y rompió el aislamiento de los pueblos del oeste cordobés.
Un periodista que cubrió la información del acto inaugural escribía:

Vamos ascendiendo por un intrincado laberinto de curvas cerradas, rápidas, violentas, en un inconcebible gambeteo a la muerte que amenaza a cada momento tras el balcón de piedra que defiende la ruta.

La espectacularidad del sinuoso recorrido por la montaña, el cruce de los puentes colgantes y el desafío de sus imponentes precipicios, han hecho de una parte singular de este camino, conocido como el tramo El Cóndor-Copina un clásico del automovilismo de montaña, desde los épicos Grandes Premios hasta el WRC.
Con el paso del tiempo, un trazado tan sinuoso y de angosta calzada, con estrechos puentes colgantes, curvas cerradas, abismos amenazadores y pendientes pronunciadas, imposibilitaban el tránsito rápido y el desplazamiento de vehículos de carga. Es así que en el año 1956 Vialidad Provincial comienza los estudios para la traza de un nuevo camino por plena montaña, el que sería el actual Camino de las Altas Cumbres  RP 34 , finalizado en la década de 1980.

## Recorrido
| CONTgq | ABZq+lr | CONTfq |  |  |

|  | TBHFaq | CONTfq |  |  |

|  | BHF |

|  | BHF |

|  | TBHFaq | CONTfq |  |  |

|  | tSTRa-m |

|  | tBHF |

|  | WBRÜCKE1 |

|  | WBRÜCKE1 |

|  | WBRÜCKE1 |

|  | WBRÜCKE1 |

|  | WBRÜCKE1 |

|  | tSTR |

| GRZq | tSTR+GRZq | GRZq |  |  |

|  | tSTR |

|  | tBHF |

|  | tSTRe-m |

| CONTgq | BHFq | ABZqlr | BHFq | ABZq+lr | CONTfq |  |